# اسوالد ایوری
اسوالد ایوری (انگلیسی: Oswald Avery؛ زاده ۲۱ اکتبر ۱۸۷۷ - درگذشته ۲۰ فوریهٔ ۱۹۵۵) یک دانشمند در زمینه زیست‌شناسی مولکولی اهل ایالات متحده آمریکا-کانادا بود.
یکی از مهم‌ترین آزمایش‌ها در تاریخ زیست‌شناسی، آزمایش ایوری است که به شناسایی عامل ترانسفورماسیون انجامید و ماهیت مادهٔ ژنتیک را آشکار ساخت. ایوری و همکاران او با انجام این آزمایش، به بحث‌ها و پژوهش‌های چندین ساله دربارهٔ ماهیت مادهٔ ژنتیک خاتمه دادند و برگ زرینی به تاریخ زیست‌شناسی افزودند. ایوری و همکارانش می‌دانستند که در سلول چهار گروه اصلی از مواد آلی وجود دارد. این مواد عبارت اند از: کربوهیدرات‌ها، لیپیدها، پروتئین‌ها و نوکلئیک اسیدها؛ بنابراین، عامل ترانسفورماسیون هرچه باشد، یکی از این چهار گروه است. گروه ایوری، در آن زمان آنزیم‌های تخریب کنندهٔ این چهار گروه مادهٔ شیمیایی اصلی را در اختیار داشتند. آنان ابتدا عصارهٔ سلولی باکتری‌های کپسول دار کشته شده را استخراج کردند. عصارهٔ سلولی، همهٔ مواد شیمیایی درون باکتری را در بردارد. آنها عصارهٔ سلولی را به چند قسمت تقسیم و به هر قسمت آنزیمهای تخریب کنندهٔ آن ماده آلی را اضافه کردند و کوشیدند با هر قسمت، به طور جداگانه، باکتری بدون کپسول زنده را وادار به ترانسفورماسیون کنند. ایوری و همکارانش مشاهده کردند که ترانسفورماسیون فقط هنگامی رخ می‌دهد که دی‌ان‌ای تخریب نشده باشد و به این ترتیب دریافتند که عامل ترانسفورماسیون، همان دی‌ان‌ای موجود در باکتری‌های کپسول دار است. ایوری برای تحکیم ادعای خود، دی‌ان‌ای باکتری‌های کپسول دار را به طور خالص تهیه کرد. وی دریافت که اگر به باکتری‌های بدون کپسول، دی‌ان‌ای خالص مربوط به باکتری‌های کپسول دار، اضافه کنیم، باکتری‌های بدون کپسول به باکتری‌های کپسول دار تبدیل می‌شوند. به این ترتیب دیگر تردیدی باقی نماند که عامل ترانسفورماسیون، دی‌ان‌ای است. در واقع دی‌ان‌ای اطلاعات و دستورالعمل‌های لازم برای ساختن کپسول را به باکتری‌های بدون کپسول منتقل می‌کند و باکتری‌های بدون کپسول براساس این اطلاعات و دستورالعمل‌ها، کپسول می‌سازند. ایوری، بعد از ۱۶ سال آزمایش در سال ۱۹۴۴، گزارش نتایج پژوهش‌های خود را منتشر کرد. با انتشار گزارش ایوری، توجه سایر دانشمندان نیز به دی‌ان‌ای جلب شد و آنان با انجام آزمایش‌های دیگری اهمیت نقش دی‌ان‌ای را به عنوان عامل ترانسفورماسیون، یا به عبارت دیگر مادهٔ ژنتیک، بیش از پیش استوار کردند. برخی معتقدند که ایوری یکی از افرادی است که در حق او ظلم شده و او مستحق جایزه نوبل بوده است.